# Jestina Mukoko

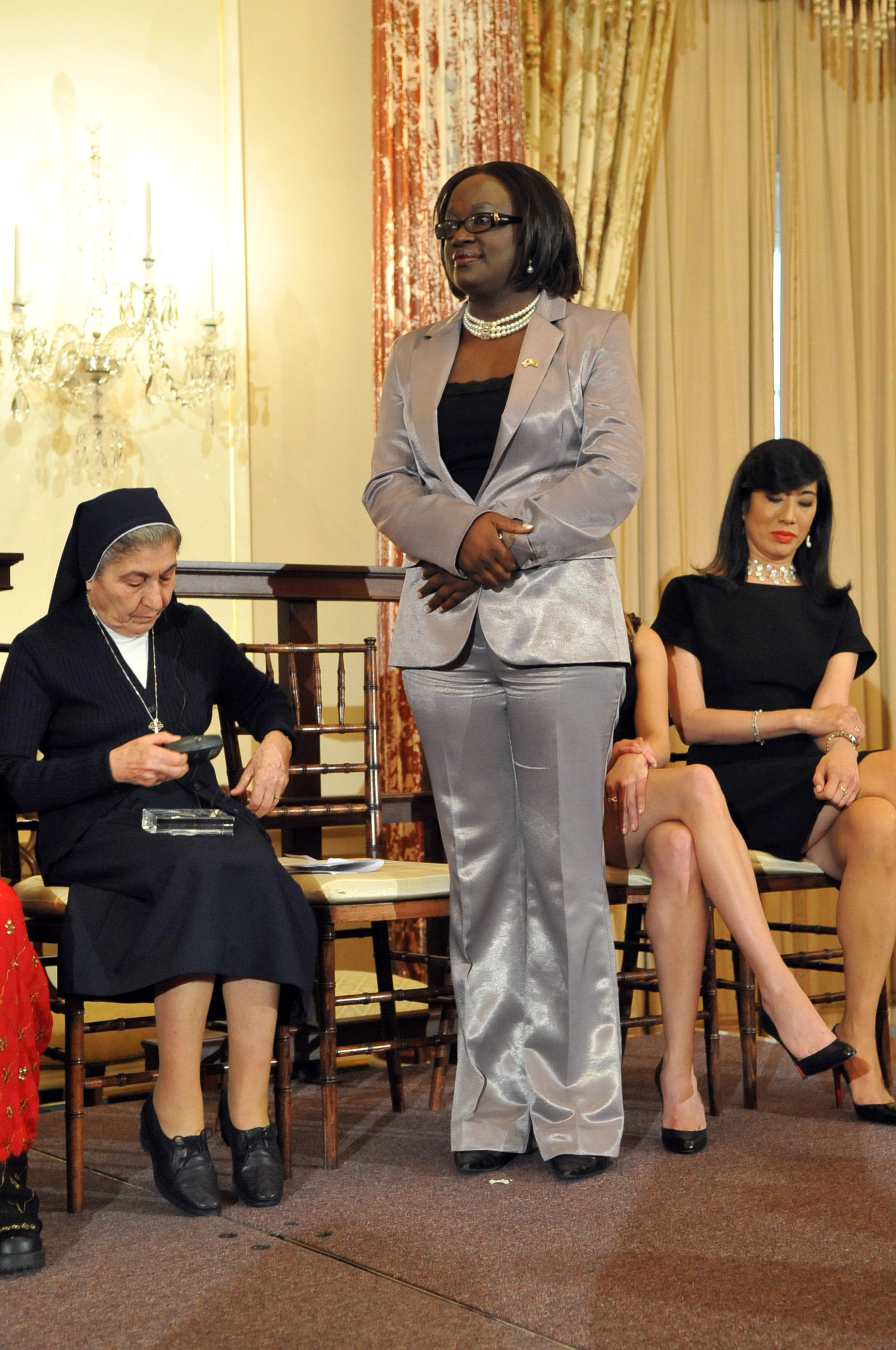
Jestina Mukoko được công nhận tại lễ trao giải Phụ nữ can đảm quốc tế, ngày 10 tháng 3 năm 2010.

Jestina Mukoko là nhà hoạt động nhân quyền người Zimbabwe và là giám đốc của Dự án Hòa bình Zimbabwe. Cô là một nhà báo được đào tạo và là một cựu phóng viên của Tập đoàn Phát thanh Truyền hình Zimbabwe.
Vào tháng 03 năm 2010, Jestina Mukoko là một trong 10 người bảo vệ nhân quyền được vinh danh trong Giải thưởng Phụ nữ Can đảm Quốc tế của Bộ Ngoại giao Hoa Kỳ cho những người phụ nữ thể hiện sự can đảm và lãnh đạo đặc biệt trong việc thúc đẩy quyền của phụ nữ. Cô cũng được chọn và vinh danh với tư cách là thành viên năm 2010 của Viện Oak về Nghiên cứu Nhân quyền Quốc tế tại Colby College.

## Bị bắt cóc và giam giữ
Vào ngày 03 tháng 12 năm 2008, Jestina Mukoko bị bắt cóc trong đêm từ nhà cô ở phía bắc Harare. Dumisani Muleya của Business Day báo cáo rằng cô đã bị "bắt cóc bởi các đặc vụ nhà nước bị nghi ngờ vì bị cáo buộc có liên quan đến các kế hoạch biểu tình chống chính phủ." 
Sau đó, cô nói với tờ The Independent rằng cô đã bị bắt để thẩm vấn về NGO của mình, Dự án Hòa bình, sau đó bị buộc tội tuyển dụng thanh niên để huấn luyện quân sự với Phong trào đối lập vì Thay đổi Dân chủ. Cô đã bị đánh vào lòng bàn chân bằng những chiếc dùi cao su (được cho là dụng cụ tra tấn yêu thích của chế độ ở Zimbabwe vì chúng không để lại dấu vết nào trong những lần ra tòa sau này).
Sau ba ngày, cô được trao lại cho một nhóm thẩm vấn viên khác, những người tuyên bố họ là quan chức "luật pháp và trật tự". Cô đã bị đe dọa "tuyệt chủng" nếu cô chọn không trở thành nhân chứng cho các trường hợp được cho là huấn luyện quân sự.
Những nhân vật nổi tiếng thế giới bao gồm Gordon Brown và Condoleezza Rice yêu cầu thả cô. Cái gọi là "Nhóm người cao tuổi", bao gồm cả Jimmy Carter, Kofi Annan và Graça Machel, lúc đó đang bị từ chối nhập học vào Zimbabwe, đã đưa ra lời kêu gọi phóng thích Mukoko tại một cuộc họp báo ở Nam Phi.
Tòa án tối cao Zimbabwe đã ra lệnh cho Cảnh sát Cộng hòa Zimbabwe tìm kiếm Mukoko. Lệnh đã bị cảnh sát phớt lờ, người đã phủ nhận thông tin về nơi ở của cô.
Trong khi đó, Mukoko đã cáo buộc cô phải quỳ trên sỏi trong nhiều giờ trong khi bị thẩm vấn trong nỗ lực buộc cô ký một tuyên bố rằng cô đã tuyển một cựu cảnh sát viên vào âm mưu được cho là khủng bố. Tình trạng sức khỏe của cô xấu đi và cuối cùng cô đã được cho dùng thuốc để điều trị dị ứng nghiêm trọng. Cô bị buộc phải đọc các tuyên bố trước máy ảnh và gây áp lực để thừa nhận các mối quan hệ đến cựu cảnh sát viên Fidelis Mudimu. Cô tình cờ nghe thấy ai đó nói rằng họ đang ở trong doanh trại của Vua George VI bên ngoài Harare.
Cuối cùng cô được cho biết rằng cô và một kẻ bắt cóc khác, đồng nghiệp của cô, Broderick Takawera, đang bị cảnh sát giam giữ. Cô đã được di chuyển giữa các đồn cảnh sát khác nhau và buộc phải đi cùng cảnh sát trong các cuộc tìm kiếm nhà và văn phòng của cô.
Vào ngày 24 tháng 12, tờ báo Herald của nhà nước đưa tin rằng Mukoko đã xuất hiện tại tòa án ở Harare với cáo buộc tuyển người để huấn luyện quân sự nhằm cố gắng lật đổ chính phủ. Cô đã không thể tham khảo ý kiến luật sư. Cô xuất hiện tại tòa án với bảy kẻ bắt cóc khác, bao gồm một người đàn ông 72 tuổi và một cậu bé hai tuổi có cha và mẹ, Violet Mupfuranhehwe và Collen Mutemagawo, cũng bị giam giữ.
Vào tháng 03 năm 2009, ba tháng sau khi cô bị bắt cóc, Jestina Mukoko được tại ngoại. Điều kiện bảo lãnh của cô yêu cầu cô phải báo cáo cho đồn cảnh sát địa phương ở Norton hàng tuần và giao lại hộ chiếu.
Vào ngày 21 tháng 09 năm 2009, Tòa án Tối cao Zimbabwe đã ra lệnh tạm tha tố tụng hình sự đối với Jestina Mukoko. Tổ chức Ân xá Quốc tế hoan nghênh quyết định này, bình luận rằng các cáo buộc được cho là rộng rãi đã bị chính quyền Mugabe thổi phồng lên như một phần trong chiến lược rộng lớn hơn nhằm làm im lặng các đối thủ chính trị. Dưới sự bảo trợ của chương trình dành cho các nhà hoạt động nhân quyền của nghị viện Đức dành cho các nhà hoạt động nhân quyền, chính trị gia người Đức, Marina Schuster, đã nâng cao nhận thức về công việc của Mukoko.